# Hecun (köpinghuvudort i Kina, Zhejiang Sheng, lat 28,67, long 118,53)
Hecun (kinesiska: 贺村) är en köpinghuvudort i Kina. Den ligger i provinsen Zhejiang, i den östra delen av landet, omkring 240 kilometer sydväst om provinshuvudstaden Hangzhou. Antalet invånare är 44 063. Befolkningen består av 21 892 kvinnor och 22 171 män. Barn under 15 år utgör 17,0 %, vuxna 15-64 år 69 %, och äldre över 65 år 12,0 %.
Runt Hecun är det ganska tätbefolkat, med 214 invånare per kvadratkilometer. Närmaste större samhälle är Yanrui, 19,3 km väster om Hecun. Trakten runt Hecun består till största delen av jordbruksmark.
Genomsnittlig årsnederbörd är 2 542 millimeter. Den regnigaste månaden är juni, med i genomsnitt 518 mm nederbörd, och den torraste är oktober, med 41 mm nederbörd.